# Moderato Wisintainer
Moderato Wisintainer conosciuto solo come Moderato (Alegrete, 14 luglio 1902 – Pelotas, 31 gennaio 1986) è stato un calciatore brasiliano.

## Carriera
In carriera, Moderato giocò per il Palestra Itália (futuro Cruzeiro), il Flamengo e il Guarany.
Con la Nazionale brasiliana disputò il Mondiale 1930, nel quale realizzò una doppietta nella sfida con la Bolivia.

## Palmarès

### Club
- Campionato Carioca: 2

Flamengo: 1925, 1927